# Veyrières (Cantal)
Veyrières é uma comuna francesa na região administrativa de Auvérnia-Ródano-Alpes, no departamento de Cantal. Estende-se por uma área de 13,6 km². Em 2010 a comuna tinha 118 habitantes (densidade: 8,7 hab./km²).